# クルス・エルナンデス
クルス・エルナンデス（Cruz Hernández Rivas、1878年5月3日? - 2007年3月8日）は、世界最高齢の128歳とされていたエルサルバドルの長寿の女性。
エルサルバドルのサンアグスティンに住んでいた。13人の子、60人の孫、80人の曾孫、25人の玄孫に恵まれた。100歳まで現役の助産師だった。
2005年にエルサルバドル政府が行った国民出生記録の調査の結果、確かめられたとして、2006年3月に彼女が世界最高齢であると主張された。しかし、ギネス・ワールド・レコーズならびにカリフォルニア大学ロサンゼルス校医学部（UCLA School of Medicine）の老年学研究グループ・ジェロントロジー・リサーチ・グループ (Gerontology Research Group) は、エルサルバドル政府によって文書が送付されていたにもかかわらず、公式に認めることはなかった。
2007年3月8日、死去。128歳と309日だったと思われる。